# Nie kończąca się historia
Nie kończąca się historia (niem. Die Unendliche Geschichte) – powieść fantasy dla dzieci i młodzieży  autorstwa Michaela Endego opowiadająca historię chłopca, który poprzez pobyt w fantastycznej krainie odmienia życie swoje i swego ojca.
Na podstawie książki powstał film, rozpowszechniany w Polsce pod tytułem Niekończąca się opowieść i jego dwie kontynuacje oraz dwa seriale telewizyjne, w tym jeden animowany. Filmy są powszechnie znane także pod angielskim tytułem The NeverEnding Story. Powieść stała się w Niemczech także kanwą do przedstawień teatralnych, operowych i baletowych.

## Streszczenie książki
Bastian Baltazar Buks jest jedenastoletnim korpulentnym chłopcem, który uwielbia książki i jest nękany przez innych uczniów. Któregoś dnia wchodzi do antykwariatu pana Karola Konrada Koreandera i zauważa książkę Nie kończąca się historia z okładką koloru miedzi. Zaintrygowany tytułem bohater ukradkiem zabiera ją i udaje się kosztem lekcji na szkolny strych, aby w spokoju móc zagłębić się w treść.
Fantazjanie, tajemniczej baśniowej krainie, w której ulokowana jest akcja książki Bastiana, grozi zagłada. Żaden z mieszkańców nie jest w stanie pokonać choroby trawiącej Dziecięcą Cesarzową, a świat staje się coraz bardziej spowity przez wszechogarniającą nicość. Jest jednak przepowiednia mówiąca o wybrańcu mogącym przyjść z odsieczą Dziecięcej Cesarzowej oraz całej Fantazjanie. Tym wybrańcem okazuje się być młody myśliwy o imieniu Atreju, który wyrusza na poszukiwania jedynego lekarstwa mogącego odmienić zbliżający się los. 
Atreju dowiaduje się, że aby ocalić Fantazjanę, Dziecięcej Cesarzowej potrzebne jest nowe imię. Może je wymyślić jedynie człowiek z zewnątrz - spoza granic fantazji. Tymczasem baśniowa okolica znika, gdyż ludzie przestali marzyć.
Wyprawa obfituje w przygody, często niebezpieczne, które Bastian czyta z zapartym tchem. Ze zdziwieniem dowiaduje się, że to on jest poszukiwanym Wybranym, który może nadać imię Dziecięcej Cesarzowej. Nie mogąc jednak dać wiary czytanym słowom, chłopiec tłumaczy sobie niemożność bycia jednocześnie czytelnikiem jak i bohaterem powieści.
Zrozpaczona Dziecięca Cesarzowa, by uchronić swój świat przed całkowitym zniknięciem, udaje się do Starca z Wędrownej Góry, który spisuje historię Fantazjany, po czym każe mu pisać powieść od nowa i od nowa. W końcu zdesperowany Bastian, widząc, że skazuje bohaterów powieści na ciągłe przeżywanie ciężkich przygód, wypowiada imię Cesarzowej i przemieszcza się z rzeczywistości do krainy fantazji.
Nowym imieniem Cesarzowej jest "Dziecię Księżyców", a Bastian pojawia się przy niej w zaskakującym miejscu - pustce. Jedyną pozostałością Fantazjany jest ziarenko piasku, z którego można utworzyć całkiem odnowioną krainę. Możliwość dokonania tego czynu spoczywa na barkach człowieka. Bastian otrzymuje amulet Dziecięcej Cesarzowej – AURYN, który spełnia marzenia tego, kto go nosi. Przywrócenie istnienia Fantazjanie zależy od wypowiadanych przez chłopca życzeń.
Bastian wymyśla niezwykły las – "Perelin, Las Nocy", który każdego ranka zamienia się w pustynię, zwaną "Goab, pustynia barw". Strażnikiem pustyni jest lew Graograman, Kolorowa Śmierć, za której sprawą każdy w promieniu tysiąca mil zostaje przemieniony w kupkę popiołu. Bastiana przed tym losem chroni AURYN, dlatego Graograman zaprzyjaźnia się z chłopakiem i wskazuje mu Labirynt Tysiąca Drzwi.
Bastian udaje się do Amarganth, Srebrnego Miasta pływającego na środku słonego jeziora. Okazuje się, że piękne miasto jest dziełem szkaradnych stworów żyjących w jaskini pod jeziorem i opłakujących świat, który jest zmuszony oglądać takie stworzenia jak one. Z ich łez powstało owo jezioro. Aby zrekompensować Fantazjanom swój wygląd, tworzą piękne, filigranowe rzeczy ze srebra. Bastian litujący się nad losem poznanych stworzeń, zamienia je w kolorowe, latające, zawsze radosne stworzenia.
Młody bohater spotyka się także z Atreju, i zaprzyjaźnia się z nim. Wpada jednak w zdradzieckie szpony czarownicy o imieniu Xayida, która  odgrywa rolę jego wiernej wspólniczki, a jednocześnie planuje pozbyć się Dziecięcej Cesarzowej.
Bastian ma wiele przygód i wypowiada wiele życzeń, nieświadom faktu, iż z każdym z nich zanika jakaś cząstka jego pamięci. Kiedy w Mieście Starych Cesarzy dowiaduje się o tym ubocznym skutku AURYNU, jest już prawie za późno. Bastianowi pozostają trzy czy cztery życzenia, po których wypowiedzeniu zostałby bez pamięci w mieście zamieszkanym przez setki osób, które również wymyśliły imię dla Dziecięcej Cesarzowej, dostały AURYN i źle go wykorzystały.
Aby opuścić Fantazjanę, konieczne jest dostanie się do Wód Życia. Droga wiedzie przez Morze Mgieł i Dom Przemian. W nim Bastian wypowiada ostatnie życzenie i pamięta tylko jeden fakt ze swego prawdziwego życia – że ma ojca.
Dociera do Kopalni Snów, położonej w wiecznie cichej dolinie, gdzie górnik pomaga chłopcu znaleźć sen Bastiana, przedstawiający jego tatę. Gdy tylko udaje się odnaleźć ową wizję, będącą witrażem jak wszystkie inne sny, zapomina całkowicie kim jest i co robi. Ma tylko głęboko tkwiącą świadomość, iż musi dotrzeć do Wód Życia. Prawie u celu podróży zaczynają się mścić na nim nierozważnie wypowiedziane życzenia, i sen rozpada się na kawałeczki. Jednak oddany przyjaciel, Atreju, pomaga Bastianowi przebyć drogę powrotną.
Bastian powraca do ojca, z którym dotychczas nie mógł znaleźć wspólnego języka. Teraz to się zmienia – obaj przełamują barierę, zaczynają się poznawać.
Chłopiec nie może znaleźć wyniesionej z antykwariatu książki, więc wraca do antykwariatu Koreandera, z zamiarem wytłumaczenia sytuacji. Antykwariusz przebacza Bastianowi, bo jak się okazuje, sam odwiedzał i znał Fantazjanę. W zasadzie pozwolił, by Bastian "ukradł" Nie kończącą się historię, i bez trudu domyślił się, że czyta ją nowa osoba.